# España Boba
La España Boba fue un período de la historia de la República Dominicana. La guerra de Independencia en la que se encontraba sumida España y el hecho de que los Virreinatos más ricos estuviesen en proceso de independencia eran la causa de que, por parte de las autoridades peninsulares, hubiese un escaso interés hacia la Capitanía General de Santo Domingo en el periodo comprendido entre 1809 y 1821. A esto se ha de sumar el hecho de que Santo Domingo había agotado las riquezas que llamaban la atención en España. La poca atención de las autoridades españolas hizo que este periodo fuera conocido popularmente como la «España Boba» por su inoperancia e incompetencia.

## Antecedentes
Como parte del Tratado de Basilea (1795), la capitanía española de Santo Domingo pasó a manos francesas. En 1804 los esclavos de la parte occidental de la isla (Haití) declararon su independencia tras varias luchas.  
La parte española u oriental continuaba de facto en manos españolas a pesar del tratado, hasta enero de 1801. Esto se debió a que el único contingente francés disponible estaba compuesto mayoritariamente por negros y mulatos. Los ingleses, por su parte, no reconocían la cesión, argumentando que violaba las antiguas estipulaciones del Tratado de Utrecht.
Esto motivó la invasión por parte del ejército haitiano, previendo una amenaza para su recién ganada independencia. Los franceses, comandados por el cuñado de Napoleón, el general Charles-Victor-Emmanuel Leclerc, repelieron a los haitianos en 1802. 

### Ocupación francesa
El periodo de ocupación francesa en Santo Domingo no generó grandes críticas. Este fue un periodo de gran bonanza económica, donde el gobernador de la isla, el general Jean-Louis Ferrand, se cuidó de no dañar el orgullo hispánico, acatando el decreto napoleónico de 1803. En el mismo ordenaba respetar los usos y costumbres españolas y sus organismos jurídicos. Esta armonía fue quebrada cuando Ferrand prohibió el trato comercial con los haitianos, especialmente ganado y madera.

### Batalla de Palo Hincado
La situación se tornó más compleja cuando, a principio de 1808, los franceses invadieron España. Los partidarios de España se organizaron rápidamente, retornando algunos del exilio, especialmente del territorio español de Puerto Rico. El gobernador Ferrand, conocedor de su superioridad en armas de fuego precipitó un gran contingente, decidido a terminar de un solo golpe con la conspiración. Los criollos, conocedores de su inferioridad bélica, concentraron a sus pocos fusileros en las alturas o en la retaguardia del enemigo y con el resto de las tropas forzaron un enfrentamiento cuerpo a cuerpo. Las tropas francesas fueron prácticamente aniquiladas y su comandante ordenó la retirada hacia Santo Domingo. Poco después, libre de la persecución de los criollos hispánicos, Ferrand se quita la vida de un balazo. Este hecho se conoce como la batalla de Palo Hincado y se libró el 7 de noviembre de 1808.

## Reconquista
El líder de la revuelta, Juan Sánchez Ramírez, se convirtió en el nuevo gobernador de Santo Domingo en 1809, iniciando una era conocida en la historiografía dominicana como la España Boba. Dicho periodo culminó el 1 de diciembre de 1821, con la Independencia efímera de José Núñez de Cáceres. 
La economía en la parte oriental sufrió un serio revés. Apenas se producía para subsistir, no había suficiente circulante, además, España estaba más interesada en sus territorios de ultramar mayores y apenas enviaba fondos para los empleados de la corona.

## Conspiraciones
Durante el período que siguió a la Guerra de la Reconquista ocurrieron varias conspiraciones orientadas a derribar el poder español, especialmente durante los años 1810, 1811 y 1812, años en que la situación económica se volvió insoportable para la élite intelectual. Algunas de ellas buscaban crear un país independiente mientras que otras buscaban la anexión a Haití u otros países.
Este período de infructuosas conspiraciones fue iniciado por Manuel del Monte, un pariente cercano del Comisario Regio Francisco Javier Caro. Del Monte fue descubierto, reducido a prisión, sumariado y remitido a Cuba, sin mayores consecuencias, ya que pudo volver a vivir en Santo Domingo gracias a la influencia ejercida por su pariente en la Corte.
Otro conspirador fue un habanero conocido por el nombre de don Fermín, quien en 1809 tramó con el propósito de declarar a Santo Domingo independiente de España. Fue acusado de sedicioso y encerrado durante siete años en Fortaleza Ozama antes de ser embarcado hacia la Península de Santo Domingo.

### Golpe de Estado de los cuatro sargentos franceses
Hubo en estos mismos tiempos un complot de cuatro sargentos franceses que intentaron dar un golpe de Estado para restituir la Colonia al Gobierno francés, pero fracasaron en su intento y fueron fusilados.

### Revuelta de los negros
Cuando las autoridades se negaron a libertar a los esclavos y evitaron aplicar varias disposiciones de la nueva constitución liberal Española de 1812 que conferían la nacionalidad, no así la ciudadanía, a los hijos de los libertos y la posibilidad de que los esclavos compraran su libertad, hubo una conjura de libertos y esclavos para erradicar la esclavitud y adherirse a la República de Haití. Descubiertos, sus líderes fueron condenados a muerte y sus cabezas fueron expuestas en varios puntos alrededor de la capital. Los demás culpables fueron condenados a prisión y azotes. Pedro Seda, José Leocadio, Pedro Henríquez, y alguien solo conocido como Marcos fueron los cabecillas de esta revuelta.